# Åsmund Kåresson

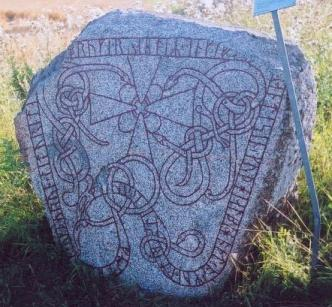
Inscripció rúnica U 859 signada per Åsmund

Åsmund Kåresson fou un viking d'Uppland i Gästrikland, Suècia, conegut com a mestre gravador de runes (erilaz) actiu a inicis del segle XI.
A diferència de la població d'altres zones d'Europa durant l'alta edat mitjana, es creu que molts escandinaus sabien llegir i escriure en alfabet rúnic i principalment sobre os i fusta. Halvdan és conegut pel seu treball en estil Urnes inicial, de la darrera fase dels estils zoomòrfics de decoració vikinga que es desenvolupà durant la segona part del segle xi i el començament del xii. Åsmund fou actiu sobretot a Uppland: vint pedres rúniques porten la seua signatura i se n'hi han atribuït unes altres trenta basant-se en similituds amb el seu estil.
L'obra d'Åsmund Kåresson es caracteritza per una ornamentació ferma i seguretat en la composició. Åsmund és l'inventor de l'estil clàssic Uppland, amb un o dos animals (rundjur) que mostren els caps de perfil.
Una inscripció trobada a l'illa de Lidingö, catalogada a Rundata com U Fv1986;84, està signada per Åsmund i dedicada al seu avi Steinn i als fills d'aquest: Sibbi, Geirbjôrn i Ulfr. Tanmateix, no s'ha pogut establir amb seguretat si algun dels tres era pare d'Åsmund, ja que en dues pedres rúniques, U 956 a Vedyxa i Gs 11 a Järvsta, Åsmund afegeix el seu patronímic al text com osmuntr kara sun ('Ásmundr, fill de Kári').
Més de vint inscripcions apareixen a la Rundata com a obra d'Åsmund: U 301 a Skånela, la hui perduda U 346 a Frösunda, U 356 a Ängby, la hui perduda U 368 a Helgåby, U 824 a Holm, U 847 a Västeråker, U 859 a Måsta, U 871 a Ölsta, U 884 a Ingla, U 932 a la Seu d'Uppsala, U 956 a Vedyxa, U 969 a Bolsta, la hui perduda U 986 a Kungsgården, U 998 a Skällerö, U 1142 a Åbyggeby, U 1144 a Tierp, U 1149 a Fleräng, U Fv1986;84 a Bo gård, U Fv1988;241 a Rosersberg, Gs 11 a Järvsta, Gs 12 a Lund, i Gs 13 a Söderby.
Sobre altres inscripcions com U 859, U 986, U 969, U 998, U 1149 i Gs 13, hi apareix una petita variació en el nom: Åsmund desplaça la runa Reith sobre un espai perquè el seu nom es pronunciï osmunrt.

## Galeria

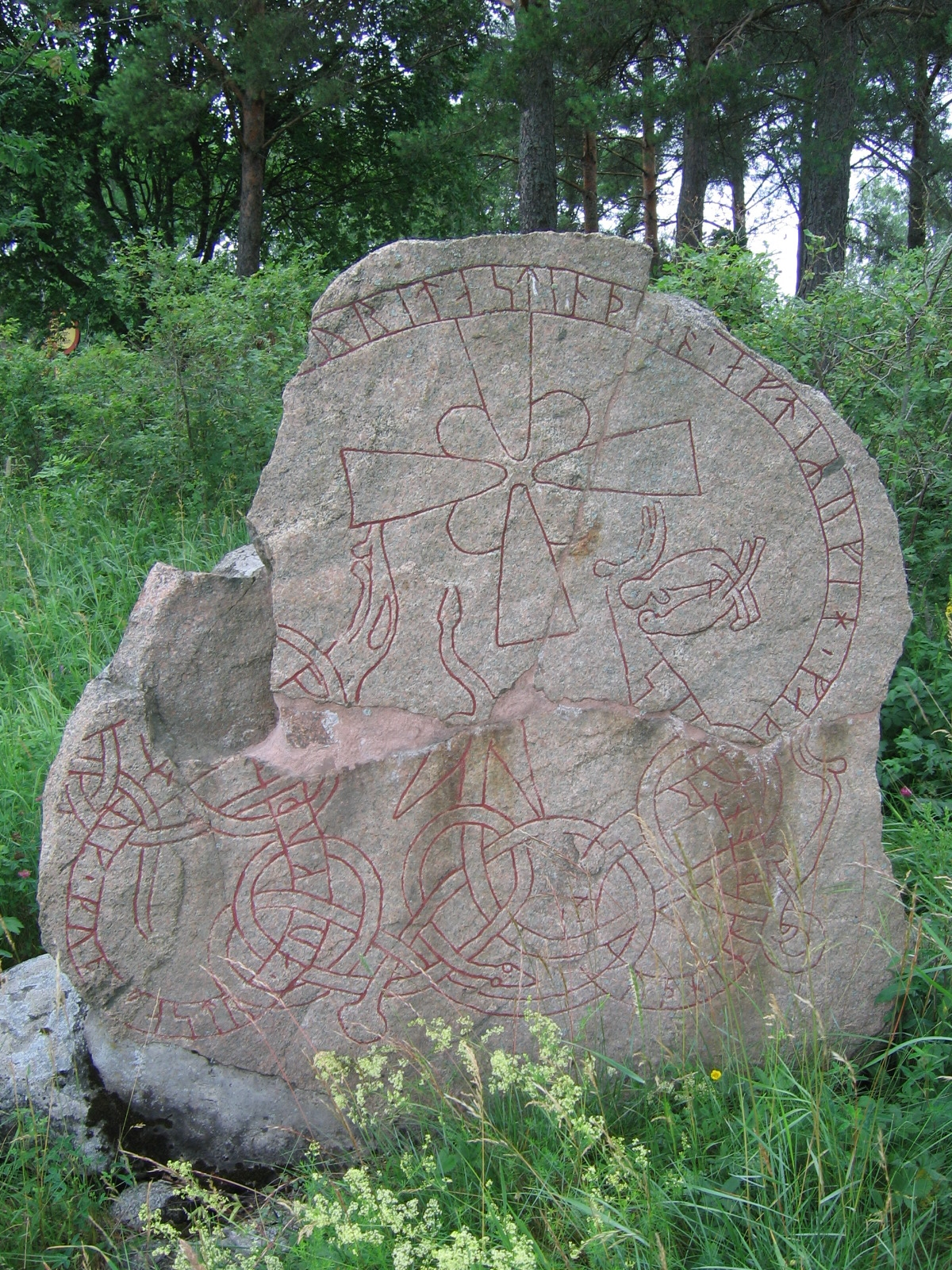
U 1043, pedra rúnica amb un encenser d'amor atribuït a Åsmund
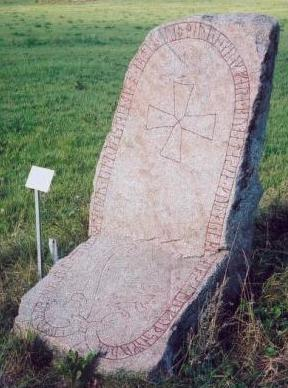
U 956, pedra a Vedyxa signada per Åsmund
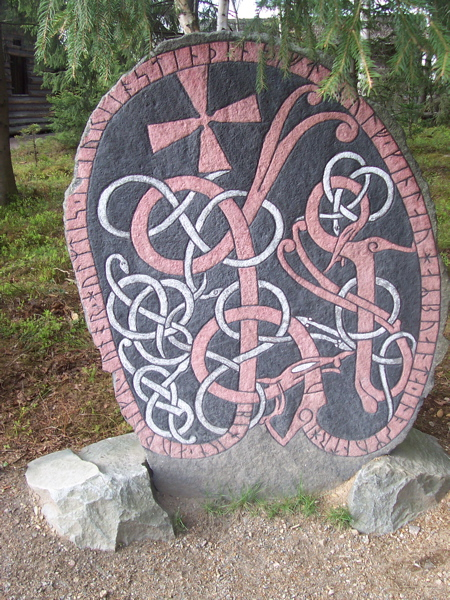
Pedra rúnica d'Uppland U 871, a Skansen, signada per Åsmund
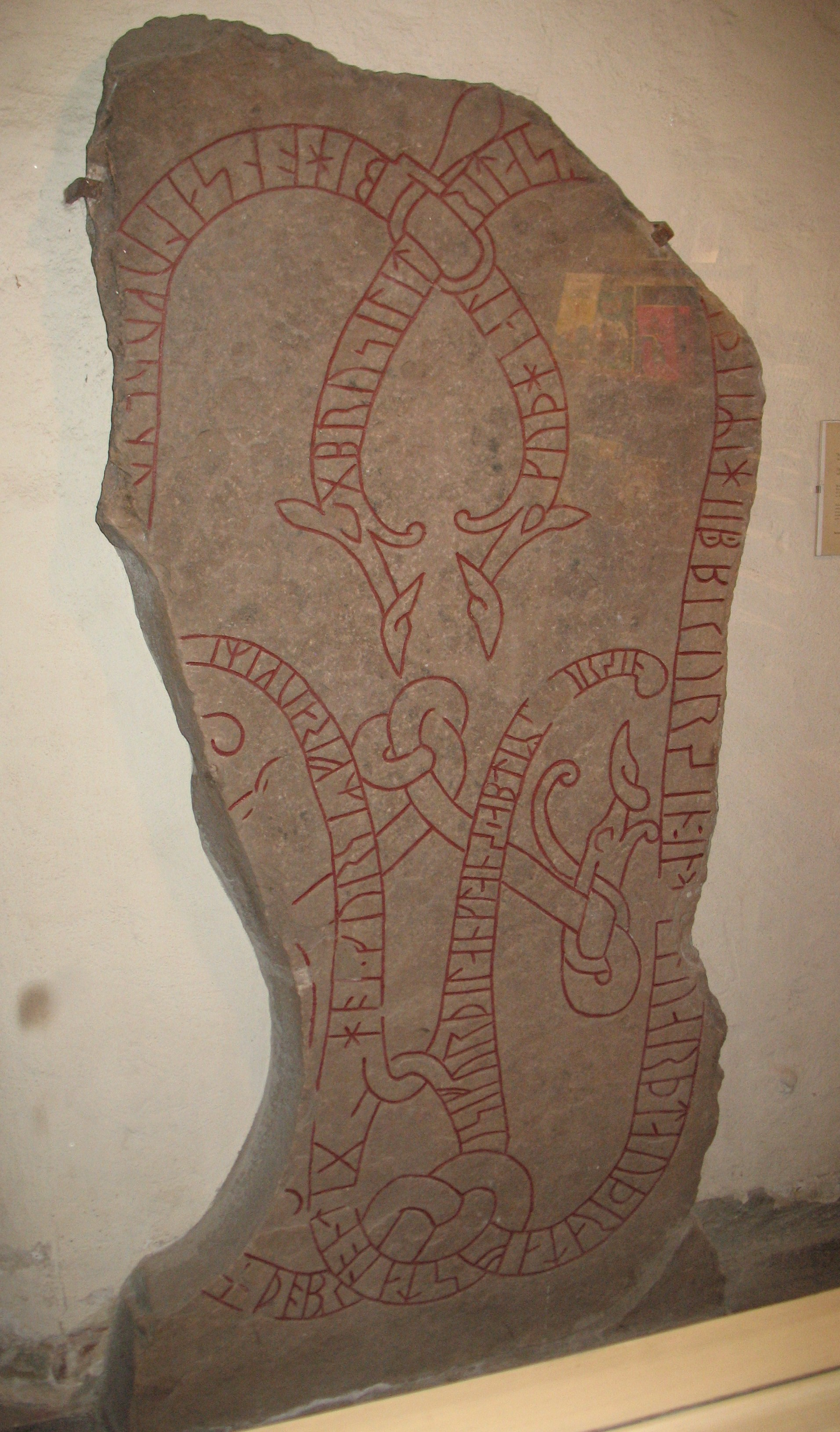
Gs 13, a Gävle, signada per Åsmund